# John Gay
John Gay (Barnstaple, Devon, 30 de junio de 1685 - Londres, 4 de diciembre de 1732) fue un poeta y dramaturgo inglés, conocido como el primero en escribir en su idioma materno fábulas en verso.

## Biografía
Estudió gramática y entró a trabajar como aprendiz de un comerciante de seda en Londres, pero, según Samuel Johnson, "gustando poco el servilismo de tal profesión", volvió a Barnstaple a pasar una temporada con su tío, el reverendo John Hanmer, antes de volver a Londres. La dedicatoria de su Rural Sports (1713) al poeta Alexander Pope le granjeó una gran amistad con este, gracias a la cual pudo entrar en el Club Scriblerus, un informal grupo de amigos que incluía a Jonathan Swift, Alexander Pope, John Arbuthnot, Henry St. John y Thomas Parnell, que duró entre 1712 y 1745. A petición de Pope escribió una serie de seis pastorales paródicas, The Shepherd's week, donde esbozaba cuadros de la vida rústica inglesa con el fin de ridiculizar las arcádicas pastorales de Ambrose Philips, y cierto que lo logró. En 1714 fue nombrado secretario del embajador británico en Hannover gracias a la influencia del escritor satírico Jonathan Swift, pero el fallecimiento de la reina Ana a los tres meses, el primero de agosto de 1714, cerró su carrera de funcionario porque el sucesor fue precisamente el elector Jorge I de Hannover, quien, una vez instalado en Londres, consideró innecesaria esta embajada. 
John Gay se hizo célebre como libretista de The Beggar's Opera (La ópera del mendigo, 1728), una especie de original anti-ópera italiana con música de  Johann Christoph Pepusch cuyos personajes (el Capitán Macheath, Polly Peachum) se hicieron muy populares, hasta el punto de haber inspirado La ópera de los tres centavos escrita por Bertolt Brecht con música de Kurt Weill (1928). En esta pieza las melodías italianas son ridiculizadas y los personajes son mendigos y bandidos de los bajos fondos londinenses, en contraposición a los personajes de la alta y encopetada sociedad de entonces. Como poeta, su obra más conocida son sus Fables ("Fábulas") en verso, de las que escribió dos colecciones, la primera en 1738, siendo el primer inglés en escribirlas en verso. Algunas de ellas fueron adaptadas al español por Félix María Samaniego.